# Tetolet asiàtic
El tetolet asiàtic (Limnodromus semipalmatus) és una espècie d'ocell de la família dels escolopàcids (Scolopacidae) que cria en praderies humides del sud de Sibèria, Mongòlia i nord de Manxúria, i passa l'hivern al Sud-est Asiàtic, les Filipines i el nord d'Austràlia.